# Pygarctia pterygostigma
Pygarctia pterygostigma är en fjärilsart som beskrevs av Dyar 1909. Pygarctia pterygostigma ingår i släktet Pygarctia och familjen björnspinnare. Inga underarter finns listade.